# Branchiostoma floridae
Branchiostoma floridae — вид ланцетників. Поширений на заході Атлантичного океану. На ембріональній стадії ці ланцетники мають личиночную глотку з асиметричними зябровими щілинами. Їхня будова робить B. floridae асиметричними зліва направо.

## Генетика
Його геном складається з 520 млн пар основ. Під час секвенування, було виявлено, що морфологічно примітивніші покривники ближче до хребетних, ніж ланцетники.
В ході експерименту, босягнуто успішних гібридів між цим видом та Asymmetron lucayanum, незважаючи на те, що два види відокремились у мезозої між 120 та 160 мільйонами років тому.